# Episodi di Non mi lasciare
La prima stagione della serie televisiva Non mi lasciare, composta da 8 episodi, è stata trasmessa ogni lunedì su Rai 1 dal 10 al 31 gennaio 2022 in quattro prime serate.
| nº | Titolo     | Prima visione   |
| -- | ---------- | --------------- |
| 1  | Episodio 1 | 10 gennaio 2022 |
| 2  | Episodio 2 | 10 gennaio 2022 |
| 3  | Episodio 3 | 17 gennaio 2022 |
| 4  | Episodio 4 | 17 gennaio 2022 |
| 5  | Episodio 5 | 24 gennaio 2022 |
| 6  | Episodio 6 | 24 gennaio 2022 |
| 7  | Episodio 7 | 31 gennaio 2022 |
| 8  | Episodio 8 | 31 gennaio 2022 |

## Episodio 1
Elena Zonin è una poliziotta che vive a Roma dove si occupa di crimini informatici e in particolare di reati contro l’infanzia seguendo, con una passione che rasenta l'ossessione, le indagini che riguardano la scomparsa di minori.
Un nuovo caso, legato a un'indagine su cui sta lavorando da tempo, la porta a Venezia, la città della sua giovinezza, da cui era fuggita vent'anni prima. Qui ritroverà Daniele Vianello, suo grande amore di allora divenuto nel frattempo vice questore di polizia, e Giulia, la sua migliore amica che Daniele ha poi sposato. I due poliziotti si trovano a indagare insieme sulla morte del giovane Gilberto Ballarin, che è stato ritrovato nel canale della Giudecca.
Elena sostiene a ragione che il ragazzo è stato ucciso; difatti il medico legale conferma che il ragazzo è stato drogato e poi gettato da morto nel canale. Secondo la Zanin, che segue la pista di una rete di pedofili, il giovane sarebbe stato vittima del dark web.
Marta Ballarin, sorella di Gilberto, racconta ai due poliziotti di aver visto il fratello in compagnia di alcuni ragazzi anziché andare a scuola e di aver saputo da lui che faceva dei piccoli furti ai turisti per poter mettere dei soldi da parte.
- Ascolti: telespettatori 4 561 000 – share 20,30%.[3]

## Episodio 2
Daniele e Giulia invitano a cena Elena insieme ad altri amici di vecchia data. La poliziotta risponde stizzita a una presente riguardo al lavoro che sta svolgendo.
Elena e Daniele rintracciano un amico di Gilberto di nome Karim per poi fermare un sospettato con precedenti penali, Franco. Per Daniele è lui il colpevole e cerca anche di farlo confessare con la forza, ma Elena ottiene dall’uomo informazioni secondo lei utili e cioè che Gilberto prima di morire avrebbe incontrato la sua fidanzata. Daniele spinge per chiudere comunque il caso ed Elena decide di tornare a Roma al CNCPO (Centro nazionale per il contrasto alla pedopornografia online) e consegna il proprio distintivo alla sua superiore Serena Misuri che la rimprovera per il fatto di voler continuare a indagare.
A Venezia intanto un altro ragazzo cade nella trappola del pedofilo.
- Ascolti: telespettatori 4 561 000 – share 20,30%[3].

## Episodio 3
Elena concorda con la dottoressa Misuri che abbandonerà il CNCPO per passare all'Antiterrorismo dopo aver risolto il caso di Gilberto Ballarin, quindi torna a Venezia con l'autorizzazione a formare una task force con Daniele e altri agenti per dare una svolta alle indagini. Elena e Daniele scoprono che Gilberto chattava con un profilo fake di una ragazza dietro al quale c'era il suo aguzzino che gli aveva dato appuntamento.
Nel frattempo il ragazzino rapito e tenuto prigioniero nel Polesine cerca di scappare ma viene fermato.
- Ascolti: telespettatori 4 312 000 – share 19,57%[4].

## Episodio 4
Le indagini si concentrano su tale Pietro Tomà della Fondazione Soter la cui ex moglie racconta ai poliziotti che aveva strani comportamenti nell'ultimo periodo del loro matrimonio. Il video del ragazzino sequestrato con l'avvio dell'asta viene messo in rete ma il giovane non risulta tra gli adolescenti scomparsi noti alla polizia.
Elena, coperta da Daniele, si intrufola in casa di Tomà e riesce a copiare dei file dal suo PC. La mattina seguente però Tomà riceve la visita del suo complice che tiene nascosto il ragazzino al quale dice che non può più continuare così. Il complice si rifiuta di ascoltarlo e lo uccide gettandolo nel canale.
- Ascolti: telespettatori 4 312 000 – share 19,57%[4].

## Episodio 5
Il corpo di Tomà viene trovato nel canale sottostante la sua abitazione. La polizia risale all'identità del bambino scomparso: si chiama Angelo Bassano ed era scappato da una casa famiglia.
Elena si finge interessata all’asta su Sokway e chiude l'affare con una transazione in bitcoin; in cambio chiede all'interlocutore di avere un video in cui il bambino deve recitare una filastrocca. Dalle immagini la squadra riesce a risalire al nascondiglio.
- Ascolti: telespettatori 3 751 000 – share 16,30%[5].

## Episodio 6
Nel frattempo Angelo è riuscito a scappare dal casale ma non riesce ad andare lontano perché viene bloccato dal suo aguzzino che si allontana poi con un trattore. La polizia arriva quindi troppo tardi al casale dove vengono rinvenuti molti oggetti appartenenti ai bambini scomparsi.
Andrea, l'aguzzino, racconta l'inconveniente a Francesco, il suo capo, che aveva concluso la vendita con Elena su Sokway e che gli chiede di sparire. Andrea, che ha subito delle violenze da piccolo e perciò ha empatizzato con le vittime, è quindi costretto a lasciare Angelo in una casetta sull'acqua prima di partire.
Elena nel casale ha riconosciuto dei disegni fatti dal piccolo Nicola, una delle tante vittime sul cui caso di scomparsa aveva toppato clamorosamente e che viene finalmente ritrovato a Lubiana. Il ragazzo racconta poi ad Elena la storia di Andrea.
La polizia capisce quindi che Andrea e Tomà erano amici e che avevano frequentato l'Istituto Pentelli, un orfanotrofio che aveva chiuso per uno scandalo a inizio anni 90. Elena si reca da sola sul posto e trova i registri, ma al ritorno finisce fuori strada dopo essersi accorta che le sono stati manomessi i freni.
- Ascolti: telespettatori 3 751 000 – share 16,30%[5].

## Episodio 7
Elena è riuscita a saltare fuori dall'auto appena in tempo prima che il mezzo precipiti in una scarpata. In ospedale appena si riprende racconta a Daniele di aver scoperto che l'amico di Tomà, nonché rapitore di Angelo, si chiama Andrea Maffetti; tuttavia i documenti trovati all'orfanotrofio sono spariti dalla sua auto.
La squadra riesce a rintracciare Maffetti a Milano in un appartamento della Fondazione Soter dove il rapitore nella fuga spara all'agente Luigi Fornari. Poco dopo incontra un suo vecchio maestro, intento a sapere il luogo in cui è tenuto prigioniero Angelo e promettendo a Maffetti che lo aiuterà a sparire fornendo del denaro e portandolo in Svizzera per poi partire per la Thailandia; appena uscito dall'auto però Maffetti viene ucciso con il suo stesso fucile e viene poi fatto ritrovare in un sottopassaggio. 
Di ritorno a Venezia, Elena effettua le dimissioni dall’ospedale e raggiunge Daniele che le racconta della notte a Milano ma all’improvviso riceve una telefonata che lo avvisa del presunto suicidio di Maffetti. I colleghi si promettono a vicenda di continuare ad indagare non coinvolgendo nessuno e soffermandosi sulle ragioni della chiusura dell’orfanotrofio
La fidanzata di Daniele raggiunge Elena a casa sua trovandola in piena disperazione in una stanza piena di foto ritraenti tutti i bambini ancora non ritrovati. Le due donne si aprono in un discorso confidando i loro sentimenti di amicizia ricordando il loro passato.
Dopo aver ricevuto una chiamata dal Maestro un altro complice di Maffetti raggiunge il luogo nel quale è tenuto prigioniero Angelo portandogli cibo ed invitando il bambino a mangiare ma il ragazzo lo esorta a non lasciarlo solo.
Elena nel cuore della notte si sveglia e va in cucina e vede il figlio Diego cucinare ma quando lui si gira ha una maschera al posto della faccia, così Elena si sveglia dall’incubo.
Daniele ed Elena si dirigono in macchina a casa di un giornalista che era informato tramite lettere su vicende inquietanti inerenti all’orfanotrofio e riferisce un nome, Marco Trevisan, ex ragazzo dell’’orfanotrofio che frequentava un altro ragazzo, Valerio, autore della lettera che riferiva di abusi da parte del cuoco della struttura. Il giornalista incuriosito si rivolse al cuoco che poco dopo si uccise. A quel punto il giornalista smise di indagare.
Appena i poliziotti si recano al di fuori della casa, il giornalista effettua una chiamata avvisando che i poliziotti gli abbiano fatto domande. 
Elena e Davide si mettono alla ricerca di Trevisan arrivando a Pila. Entrando in un Bar e si presentano a Marco. L’uomo appare scosso alle domande sul suo passato all’interno della struttura, ma riferisce che il cuoco non era una cattiva persona ma semplicemente era a conoscenza di alcuni fatti. Quando gli mostrano le foto degli indagati riferisce alcuni particolari sul carattere degli uomini. Elena però nota alcuni pezzi di carta che le fanno capire che i due ragazzi sono ancora in contatto. Così Marco li accompagna da Valerio.
Quando Daniele gli mostra le foto, il ragazzo non risponde, Elena si avvicina e copre gli occhi sulle fotografie con dei pezzi di carta a quel punto il ragazzo inizia a confidare di averli denunciati ma di aver paura di fare la stessa fine del cuoco.
Valerio riferisce che i guardiani erano Pietro, Francesco ed Andrea che consegnavano i bambini al maestro del coro che quando si arrabbiava picchiava i bambini con il suo anello, quando Elena gli chiede il suo nome il ragazzo glielo riferisce. 
Elena e Daniele fanno ritorno a Venezia ma durante il tragitto vengono accerchiati da alcune macchine, il collega premendo l’acceleratore fa fuggire Elena dandole appuntamento in un luogo più tardi. 
Durante il tragitto le vengono in mente dei flashback della visita effettuata presso la scuola Soter dove si vede il maestro, che indossa sul mignolo un anello, di pianoforte con i bambini che cantano.
I due colleghi si rincontrano ed Elena spiega a Daniele che quando hanno fatto visita il maestro era lo stesso che aveva insegnato nell’istituto ma devono affrettarsi poiché l’asta sta per iniziare.
Elena riceve una chiamata da Serena che le chiede del suo stato di salute, la poliziotta le riferisce le piste su Vittorio Ravagnin e Francesco Bianchi, ma Serena le riferisce che Daniele è coinvolto, invitandola a raggiungerla a Roma. 
Elena in lacrime dissimula ciò che le viene riferito non facendo capire a Daniele quello che Serena le ha riferito al telefono. 
Daniele sta seguendo il Maestro per le vie di Venezia fino a quando il Maestro fa ingresso in una casa. Daniele prova a scavalcare l’abitazione riuscendo a vedere Angelo che viene accompagnato dal complice. Il poliziotto armato li segue e scopre un passaggio segreto.
Elena arrivata a Roma viene fatta salire in macchina ed arriva a casa di Serena. Elena le chiede informazioni su Daniele ma Serena le punta una pistola e la obbliga a prendere delle pillole e dicendole che tutto quello che sta facendo lo fa per il figlio che amministra i soldi dei rapitori.
Daniele viene picchiato dall’accompagnatore di Angelo ed inizia una colluttazione tra i due ma Daniele riesce ad afferrare la pistola fin quando il maestro lo strangola da dietro.
Entrambi i poliziotti si fingono storditi fin quando Elena riesce a divincolarsi da Serena, mentre nell’appartamento dove si trova Daniele entrano i poliziotti che arrestano i rapitori e riescono a salvare Angelo. 
- Ascolti: telespettatori 4 265 000 – share 18,90%[6].

## Episodio 8
Elena e Daniele continuano le indagini sull'orfanotrofio e parlando con tale Marco Trevisan, cresciuto anche lui nell'istituto, risalgono all'identità del vecchio maestro Vittorio Ravagnin e di un altro compagno dell'epoca, Francesco Bianchi. Serena Misuri dice ad Elena che Ravagnin comandava Tomà, Maffetti e Bianchi e che è coinvolto suo malgrado anche Daniele; la poliziotta ora deve quindi fare finta di niente con il collega, ma una volta raggiunta l'abitazione della donna questa la spiazza dicendole che la deve bloccare perché si è spinta oltre: si scopre che Daniele non è coinvolto ma è bensì coinvolto il figlio della Misuri che si occupa dei conti del maestro e dei suoi complici.
La Misuri obbliga quindi Elena a prendere delle pillole per fingere il suicidio e la poliziotta finge di ingerirle per poi stenderla. Nel frattempo Daniele, pedinando Ravagnin, trova anche il piccolo Angelo con Francesco Bianchi e cerca di fermarli: nel mezzo dello scontro con quest’ultimo però Ravagnin lo blocca da dietro con una siringa. Subito dopo però irrompe nell’appartamento il resto della squadra e i malviventi, compreso il figlio della Misuri, vengono arrestati.
La squadra può festeggiare per la conclusione delle indagini ed Elena riceve i ringraziamenti della sorella di Gilberto. Daniele corre in ospedale arrivando dopo il parto di Giulia.
Elena, il cui figlio, come raccontato a Daniele, era morto per un malore a seguito di una caduta in bici, ottiene in affido il piccolo Angelo.
- Ascolti: telespettatori 4 265 000 – share 18,90%[6].